# أريدي
الأريدي (الاسم العلمي: Aerides) هو جنس من النباتات يتبع الفصيلة السحلبية من رتبة الهليونيات.

## أنواع الأريدي
- أريدي سميك الأوراق
- أريدي عطري
- أريدي مبقع
- أريدي متعدد الأزهار
- أريدي متغضن
- أريدي مفغر
- أريدي منثني
- أريدي منجلي
- أريدي وردي